# 파일론 (건축)

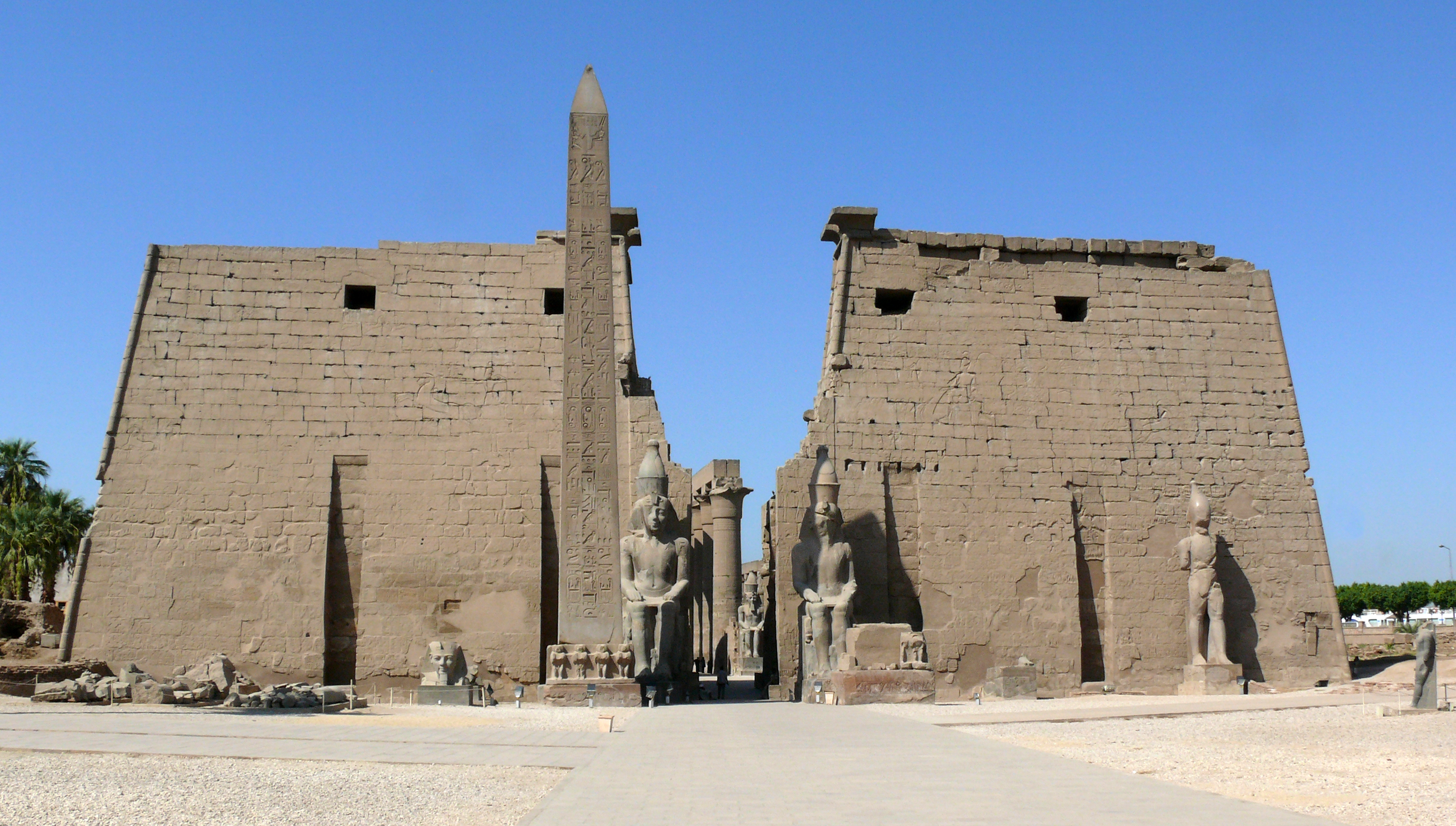
룩소르 신전의 파일론. 한 쌍이었던 오벨리스크 중 하나는 프랑스가 파리로 옮겼다.

파일론은 이집트 신전의 기념비적인 관문이다. 메뉴엘 드 코다지에 따른 이집트어 음가는 bxn.t이지만 헬레니즘 시기 이후 고대 그리스어 퓔론(πυλών, 관문)으로 불린 것이 오늘날 명칭의 유래이다. 파일론은 두개의 피라미드형 탑으로 구성되어 있으며 각각의 탑은 점점 가늘어지다가 코니스로 마감된다. 두 탑 사이로 조금 낮은 구역이 입구로 연결된다. 신전의 입구는 일반적으로 탑 높이의 절반 정도로 조성되었다.

## 이집트 건축
| N27 |

| N27 |

고대 이집트 종교에서 파일론은 해가 뜨고 지는 두 언덕을 묘사한 신성문자 아크헤트를 반영한 건축물이다. 아크해트는 지평선을 의미하였다. 태양이 매일 "새롭게" 떠오른다는 인식을 반영한 파일론은 재창조와 재생을 상징하는 역할을 하였다.
파일론은 공공 건물인 신전의 전면이었기 때문에 파라오의 권위를 상징하는 하는 건축물이기도 하였다. 필라이에 있는 이시스 신전의 첫 번째 파일론에는 호루스와  하토르가 바라보는 가운데 파라오가 적을 무찌르는 모습이 보인다. 파일론의 다른 예로는 카르나크 신전, 룩소르 신전 및 에드푸 등을 들 수 있다. 파일론의 꼭대기에서는 종종 아문 신에 대한 예배가 행해졌다. 대개의 경우 파일론 앞에 한 쌍의 오벨리스크를 세웠다.
양 옆의 탑에는 깃대를 고정할 수 있도록 벽 외부에 표준적인 수직 홈을 두었고 일부 탑에는 내부 계단과 방이 놓이기도 하였다. 온전하게 보존된 파일론 가운데 가장 오랜 것들로는 기원전 13세기에서 기원전 12세기 무렵의 이집트 신왕국의 영묘 신전이 있다.

## 재현 건축

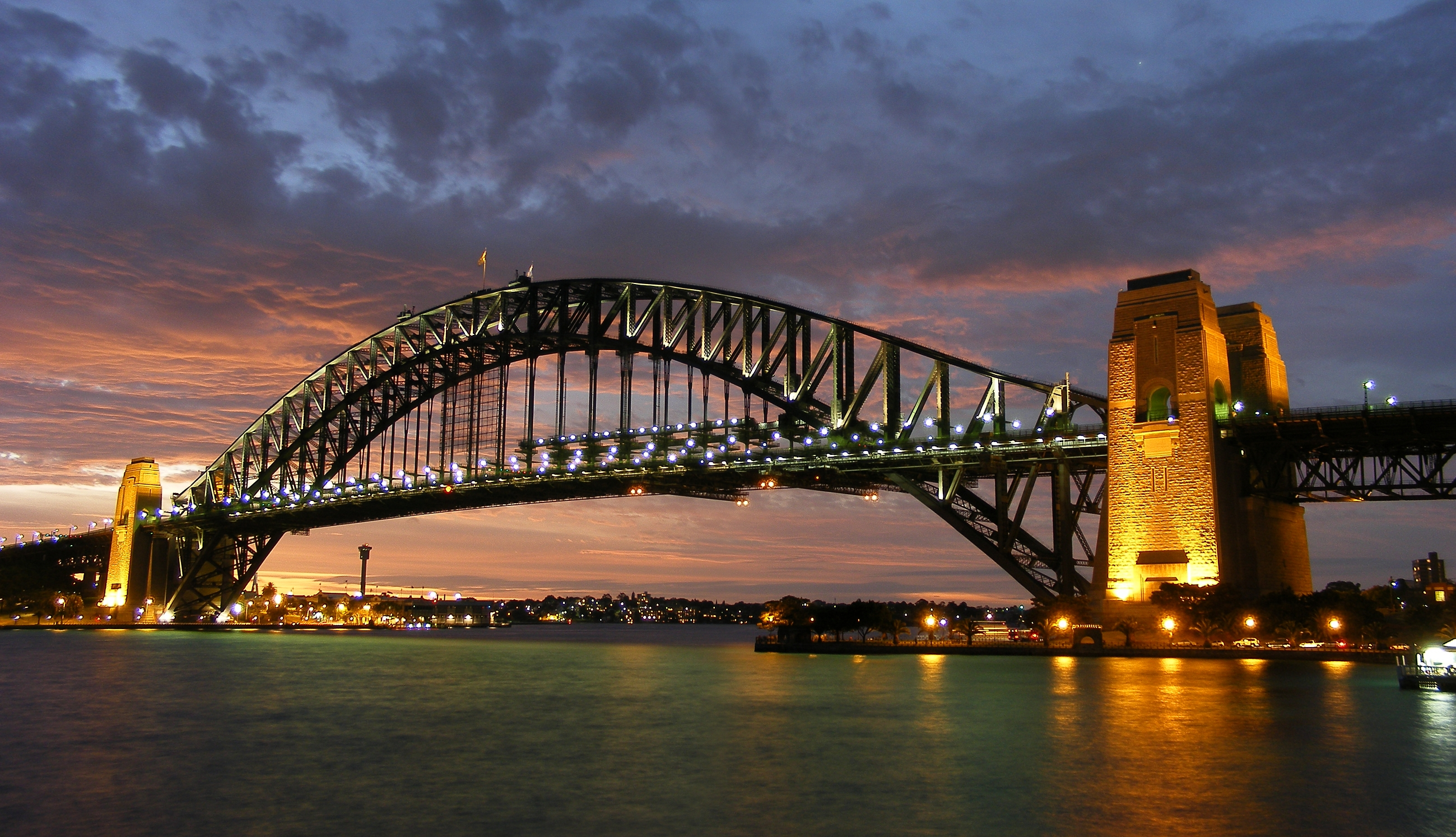
시드니 하버 브리지

근대에 들어 고전 시대에 대한 동경이 일면서 신고전주의와 이집트 재현 건축 등에서 파일론의 형태를 재현하였다. 18세기 영국의 신사 클럽이었던 부들즈의 클럽 회관이 이러한 형태의 사례이다.
1930년 완공된 시드니 하버 브리지의 교각도 이집트 파일론을 재현하고 있다.

## 갤러리

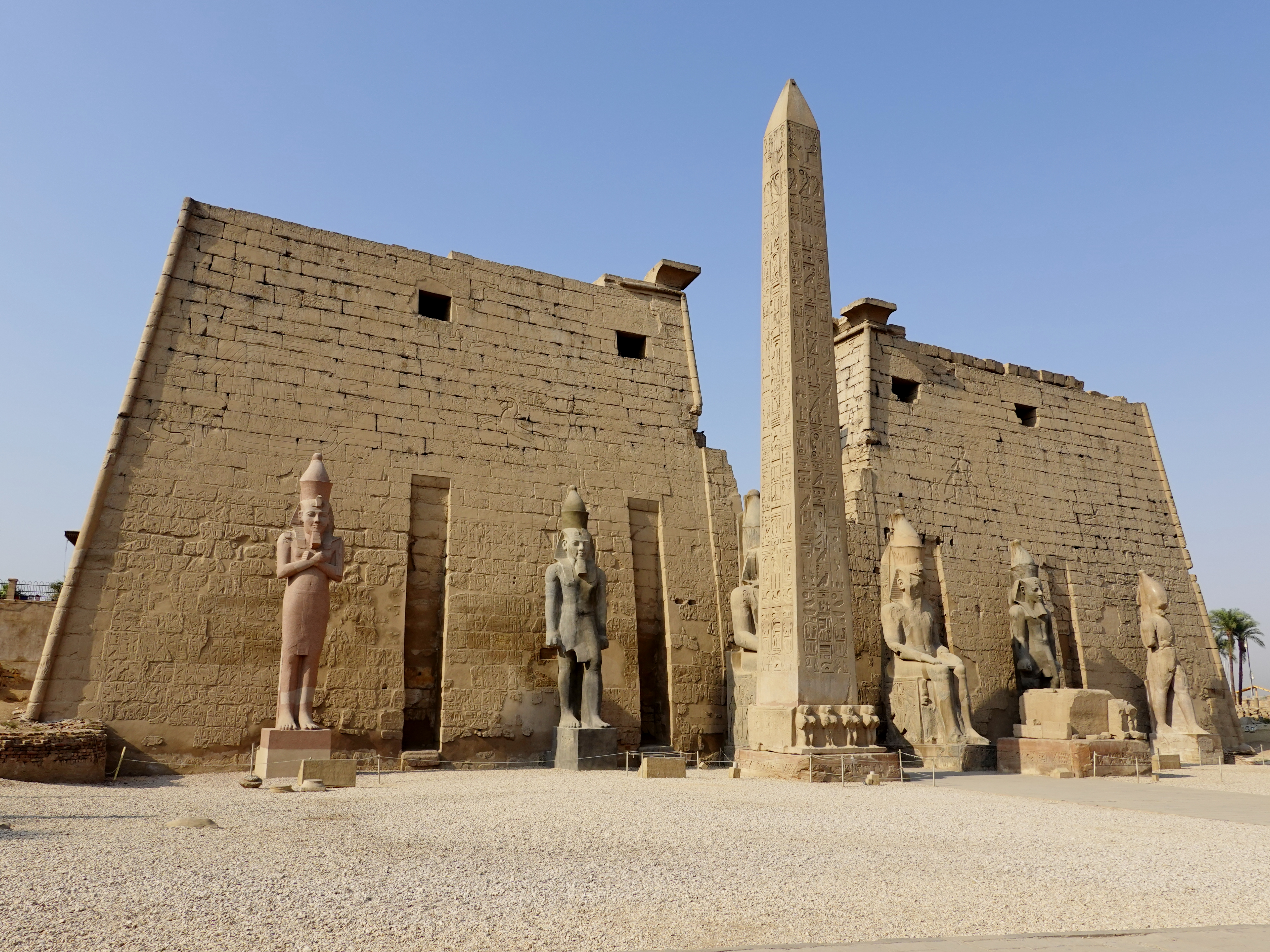
룩소르 신전의 입구
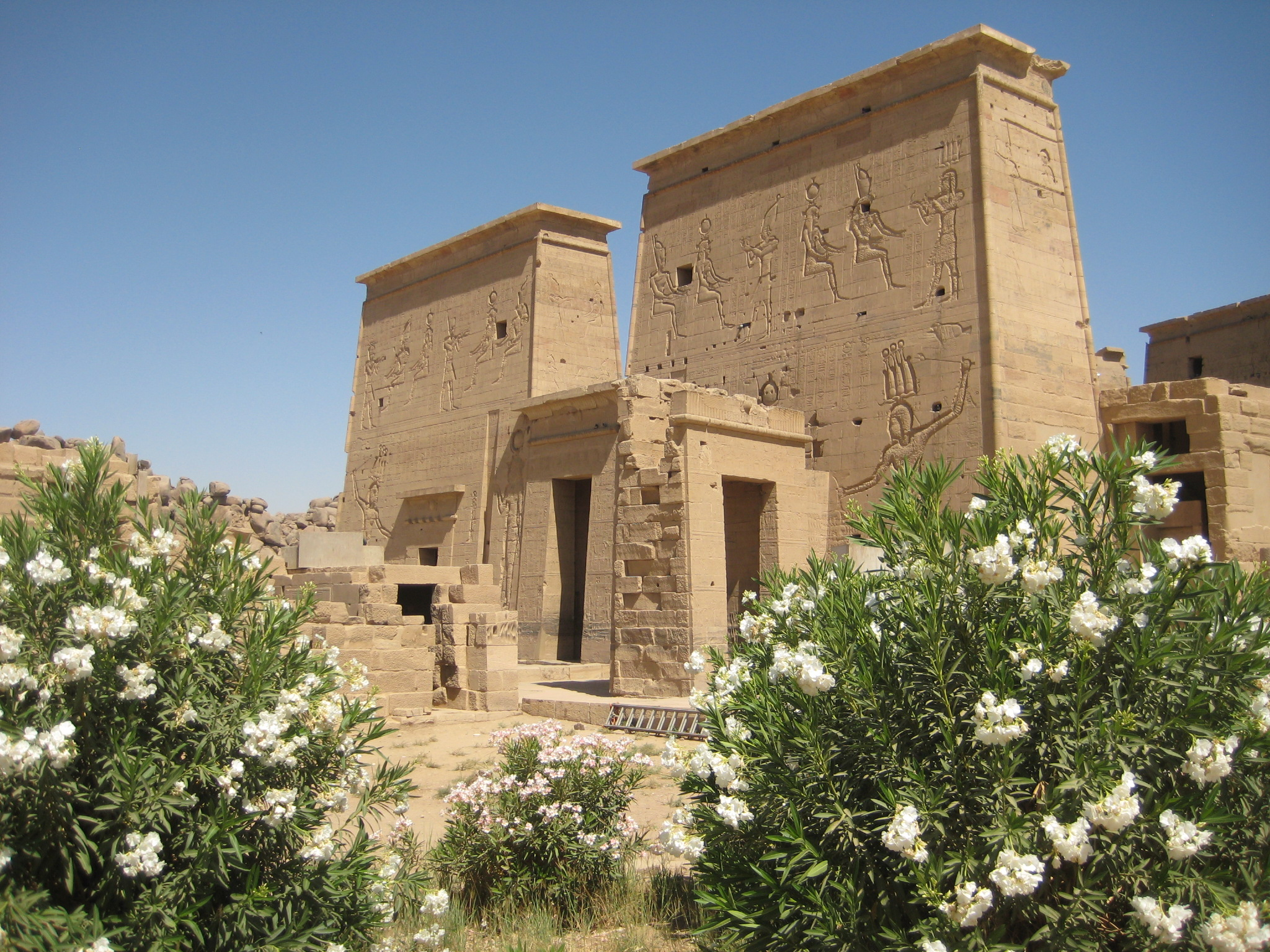
이시스 신전의 두번째 파일론
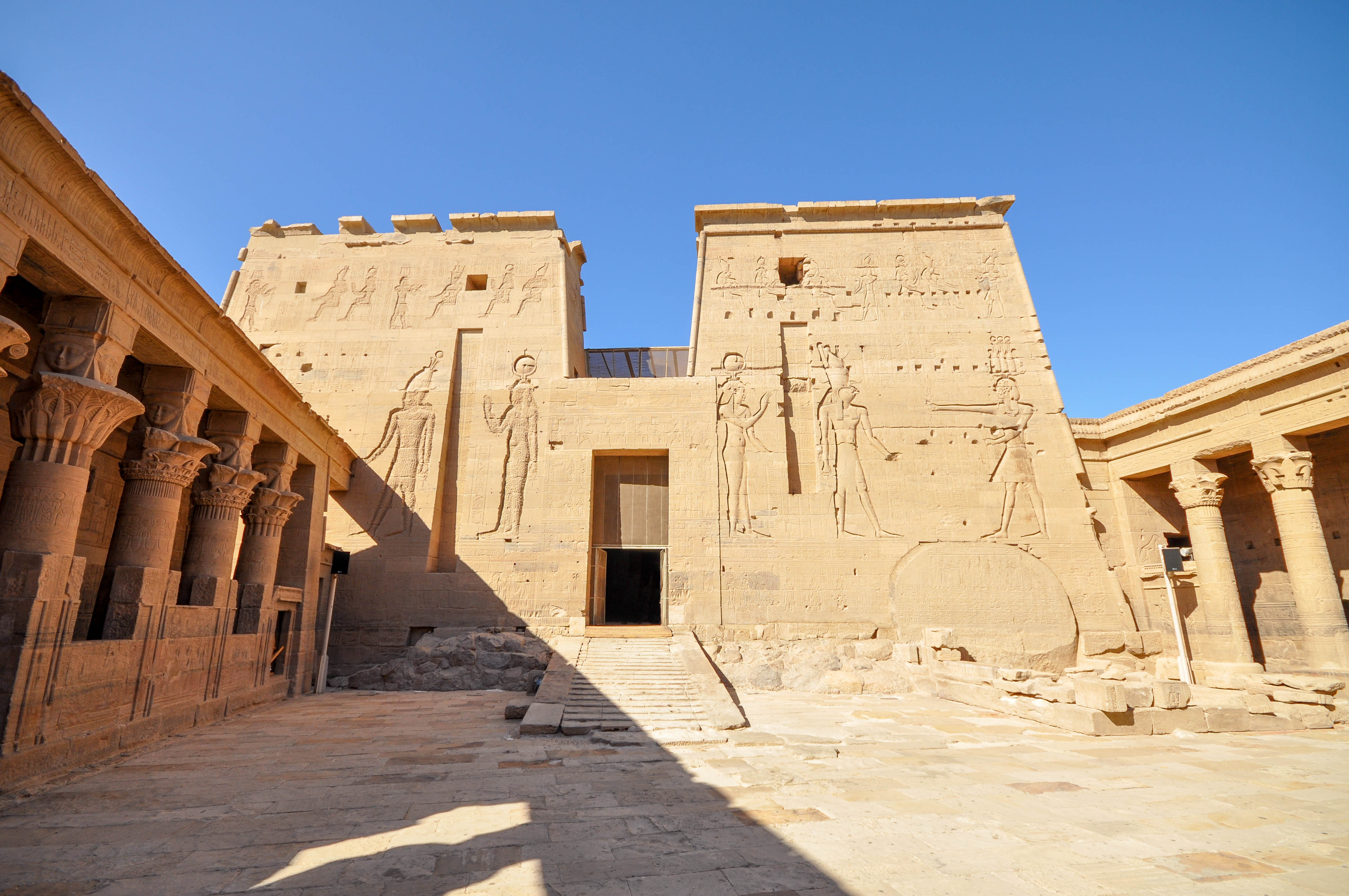
재정 러시아 시기의 별궁 차르스코예 셀로에 설치된 파일론
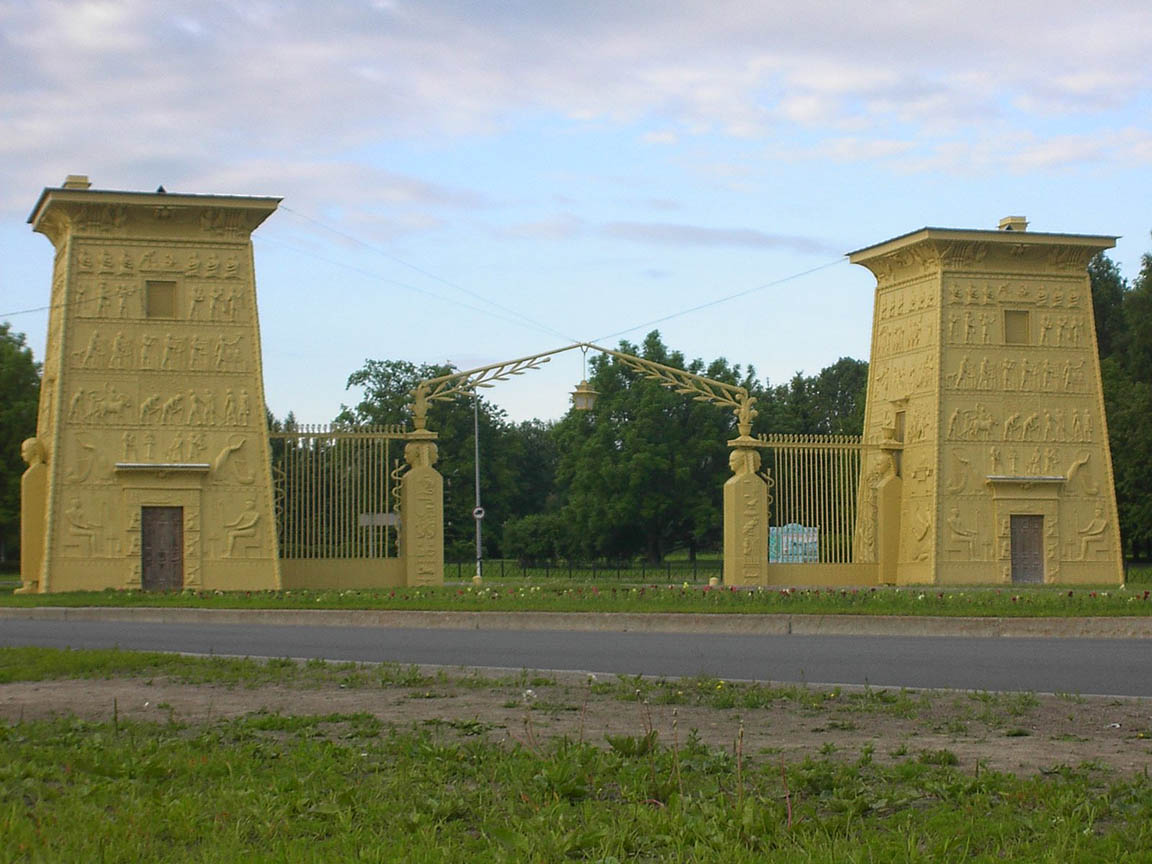
재정 러시아 시기의 별궁 차르스코예 셀로에 설치된 파일론
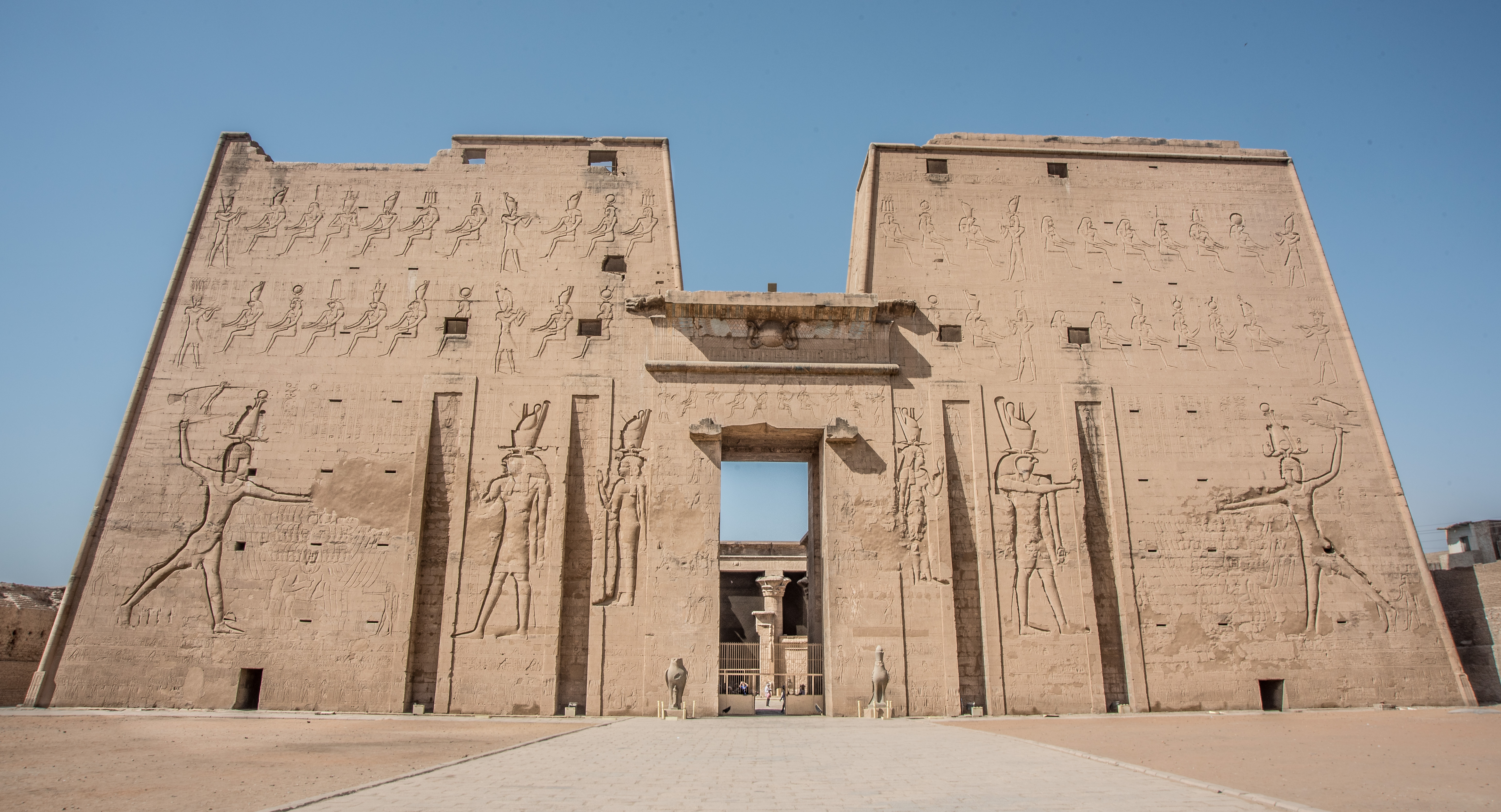
에드푸 신전의 파일론
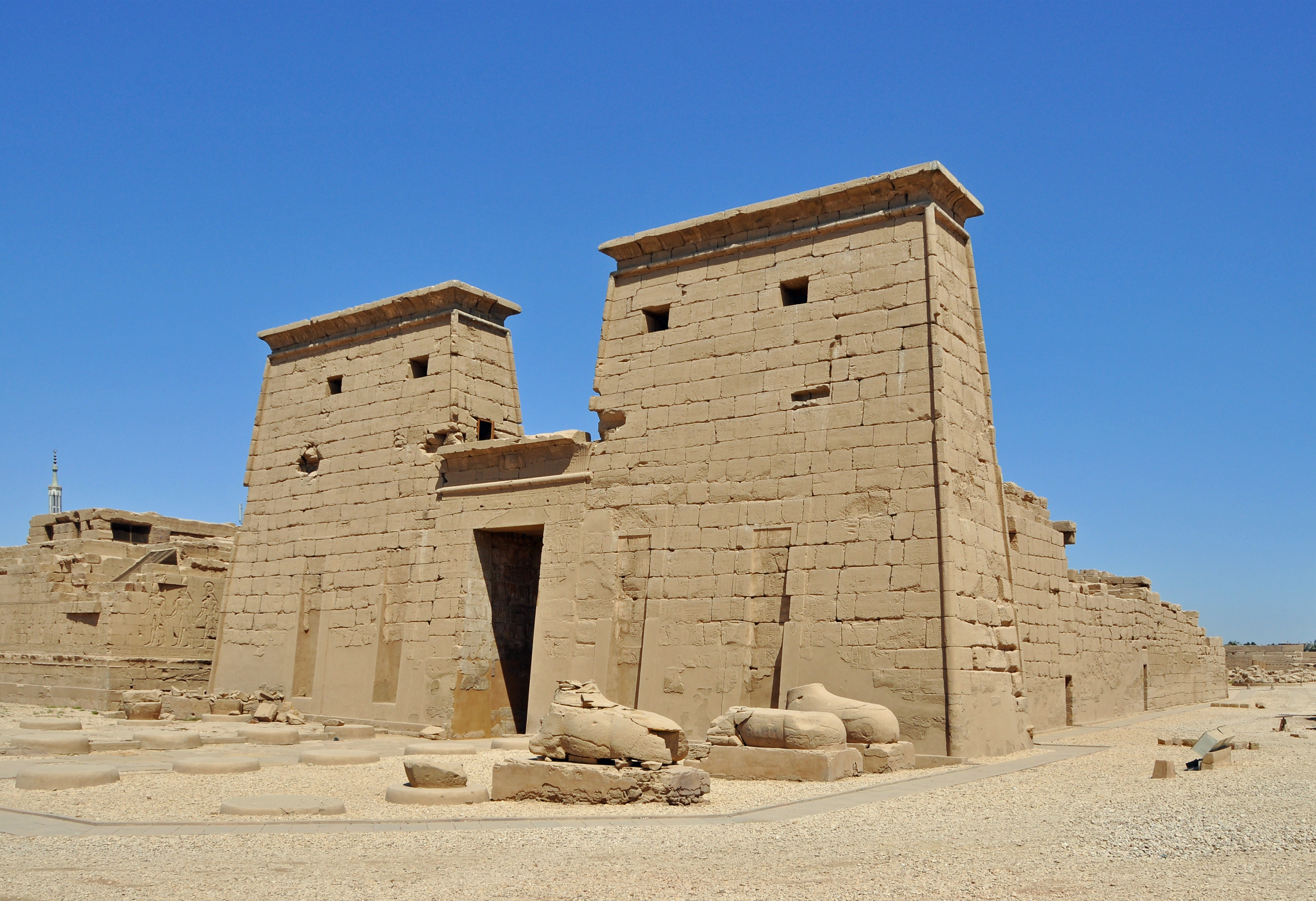
카르나크 신전 증 콘수 신전의 파일론

## 같이 보기
- 고대 이집트 건축
- 열주